# 聖安東尼托 (新墨西哥州索科羅縣)
聖安東尼托（英語：San Antonito）是位於美國新墨西哥州索科羅縣的普查規定居民點。

## 人口
根據2020年美國人口普查的數據，聖安東尼托的面積為4.48平方千米，皆為陸地。當地共有人口94人，而人口密度為每平方千米20.98人。